# Les guêpes sont là
Pour plus de détails, voir Fiche technique et Distribution.
Les guêpes sont là (බඹරු ඇවිත්, Bambaru Avith) est un film sri lankais réalisé par Dharmasena Pathiraja et sorti en 1978.

## Synopsis
Dans un village de pêcheurs au Sri Lanka, des citadins menés par le jeune Victor apportent leur propre vision des affaires, à tendance capitaliste. Cette volonté de changement va se heurter aux traditions et pouvoirs locaux représentés par le patriarche local, Anton. 
La conquete d'une jeune femme locale par Victor va ajouter une autre dimension au conflit économique latent et des affrontements violents entre les deux mondes vont s'ensuivre.

## Fiche technique
- Titre : Les guêpes sont là
- Titre original : බඹරු ඇවිත් (Bambaru Avith)
- Réalisation : Dharmasena Pathiraja
- Scénario : Dharmasena Pathiraja
- Direction de la photographie : Donald Karunaratna
- Musique : Premasiri Kemadasa
- Production : Saranga Salaroo
- Genre : Drame
- Durée : 124 minutes (version restaurée)
- Langue de tournage : Singhalais
- Lieu de tournage : Sri Lanka
- Dates de sortie : 
  - Sri Lanka : 11 août 1978
  - France : 20 novembre 2020 (Festival des trois continents)

## Distribution
- Joe Abeywickrema : Anton Aiya
- Vijaya Kumaratunga : Victor
- Wimal Kumara de Costa : Weerasena
- Malini Fonseka : Helen
- Ruby de Mel : Celestina
- Amarasiri Kalansuriya :  Sanath
- Daya Thennakoon : Francis
- Cyril Wickramage : Cyril
- Somasiri Dehipitiya : Seba
- Vincent Vaas : un ami d'Anton